# Сидни (Айова)
Сидни (англ. Sidney) — город и административный центр в округе Фримонт в штате Айова в Соединённых Штатах Америки.
Согласно результатам переписи населения США, проведённой в 2020 году, число жителей города составляло 1070 человек, что, для такого небольшого населённого пункта, существенно меньше (− 6.0%), чем было во время предыдущей переписи прошедшей в 2010 году (1138 человек).

## История
Сидни был основан в 1851 году и изначально его планировали называть Дейтон (англ. Dayton). Геодезисты, прибывшие для изучения местности под строительство поселения, проживали в доме Милтона Ричардса, жена которого предложила им назвать сообщество в честь её родного города Сидни в штате Огайо. Видимо она была радушной хозяйкой, поскольку гости приняли её предложение и будущий город получил своё нынешнее имя Sidney.
В 1860 году население Сидни составляло 423 человека, а перед Второй мировой войной оно достигла своего пика в 1290 человек. В третьем тысячелетии число горожан медленно, но верно убывает.
С 1924 года в городе ежегодно проводится чемпионат по родео, который претендует на звание крупнейшего в мире непрерывного родео на открытом воздухе и одного из крупнейших родео в мире, ежегодно привлекающего около 38 тычяч посетителей. Мероприятие проводится в конце июля – начале августа.

## География
Город расположен на высоте около 350 метров над уровнем моря. В соответствии с данными указанными на сайте центрального статистического органа страны — Бюро переписи населения США, общая площадь города составляет 1,38 квадратных мили (3,57 км2) и вся эта территория приходится сушу.